# 군국주의

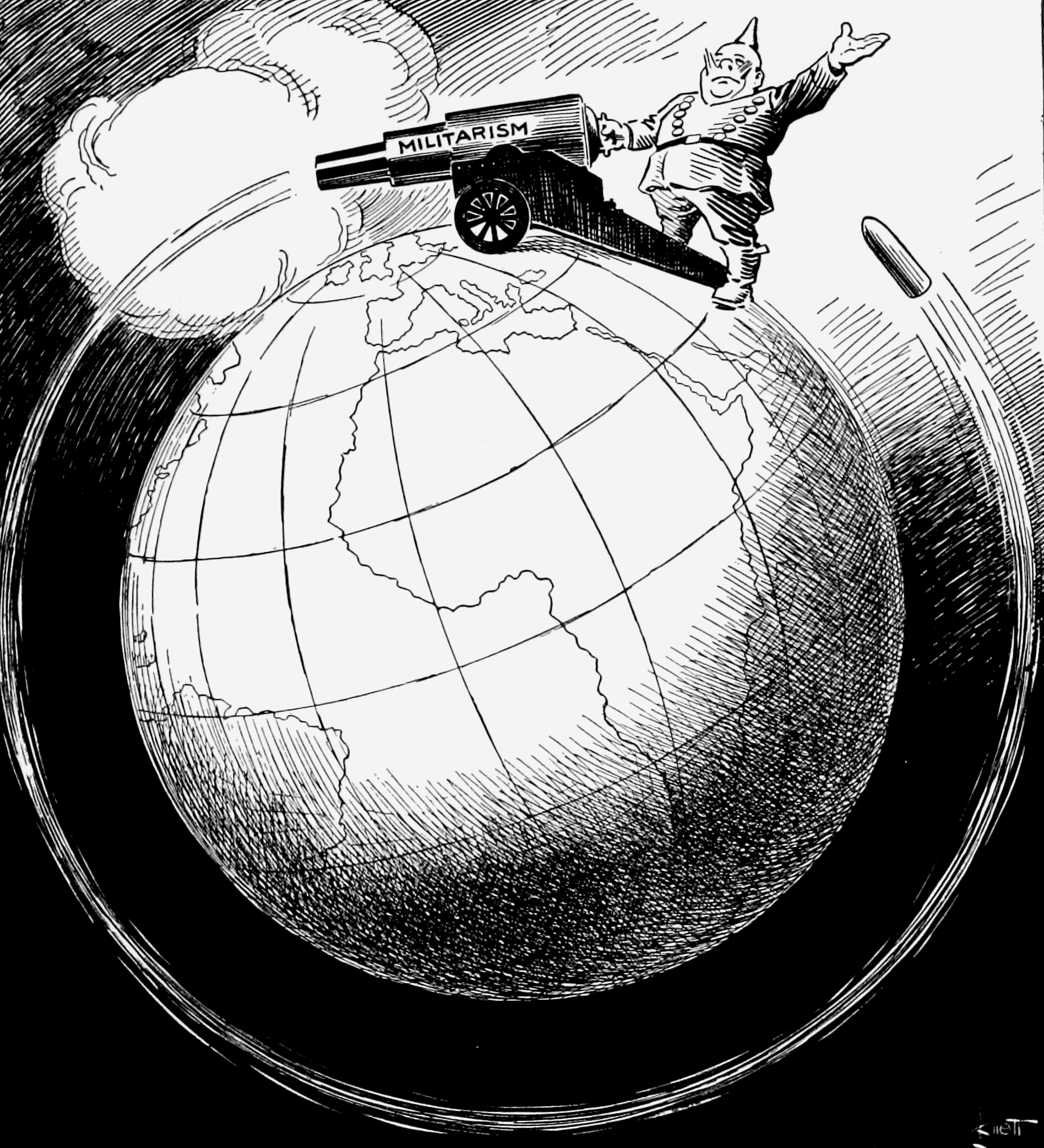
군국주의를 풍자하는 만평. 빌헬름 2세가 쏜 대포가 지구를 한 바퀴 돌아 그의 뒤통수로 날아들고 있다.

군국주의(軍國主義) 또는 군사주의(軍事主義)는 강한 군사력을 국가의 주된 목표로 삼으려 하는 사상이다. 정부와 국민생활의 최우선 순위를 국방과 전쟁에 두며, 군국주의적 정부는 과거 여러 제국주의 국가들은 물론 현대 여러 독재국가들에서도 나타난다.

## 의미
이 사상의 절대적인 정의는 내려져 있지 않지만, 정치학에서는 국가 예산의 10분의 1 이상을 군사비로 지출할 시, 그 사회를 군국주의 사회라고 지칭한다. 군국주의 체제는 일반적으로 나라 또는 사회에 있어서 전쟁 및 전쟁준비를 위한 배려와 제도가 반항구적(半恒久的)으로 최고의 자리를 점하고, 정치·경제·사회·문화 등 국민생활의 다른 전 영역을 군사적 가치에 종속시키려는 사상 내지 행동양식을 보인다.
군사행동은 국가기능의 일부분에 지나지 않으나 그것이 과도하게 중요시될 경우나 단계에 있어서는 군국주의가 생겨난다. 군국주의의 폐해는 국가가 호전적·침략적인 성격을 갖게 되어, 국가에서 실시하는 모든 정책이 군사행동과 관련된 방향으로 진행되도록 한다는 것이다. 군국주의에 있어서는 국가가 목적을 이루기 위한 수단으로서의 군사력이나 군대정신이 그 자체 목적으로 되는 경향이 있고, 군사체제를 통상의 사태로 보는 특징이 있다. 군국주의는 또 군대의 통수권의 자립·확대에의 지향(志向)에 의하여 정치적 지위의 강화를 목표로 하는 이데올로기 및 운동으로서도 나타난다.

## 역사속의 군국주의
군국주의를 택한 국가로는 어린이들도 군사훈련을 받았던 스파르타와 군인황제시기에 군인들이 정치에도 간섭한 로마 제국, 전체 유목민이 군인으로서 막강한 군사력을 바탕으로 전세계를 정복한 몽골 제국, 각 지방의 군인인 절도사들을 바탕으로 세계에서 가장 많은 군 병력을 바탕으로 정복전쟁과 영토 팽창을 감행했던 고대 중국 당나라 등이며, 제1차 세계 대전 때의 독일 제국과 오스트리아-헝가리 제국 등의 동맹국들과, 제2차 세계 대전 때의 나치 독일과 일본 제국, 이탈리아 왕국 등의 추축국들도 군국주의 체제를 국가의 주된 목표로 삼았다. 이는 식민지가 많지 않은 상태에서 불경기를 맞아, 일본 제국에서는 군부가 독일에서는 나치의 입지가 강해졌기 때문이었다. 이들 국가들이 전쟁에서 패망하자, 연합국들은 독일과 일본의 군국주의를 탈나치화와 탈 군국주의화로 뿌리뽑고자 하였다.

## 같이 보기
- 병영국가
- 국민개병
- 징병제
- 제국주의
- 반군국주의